# Parque de Mohamed I

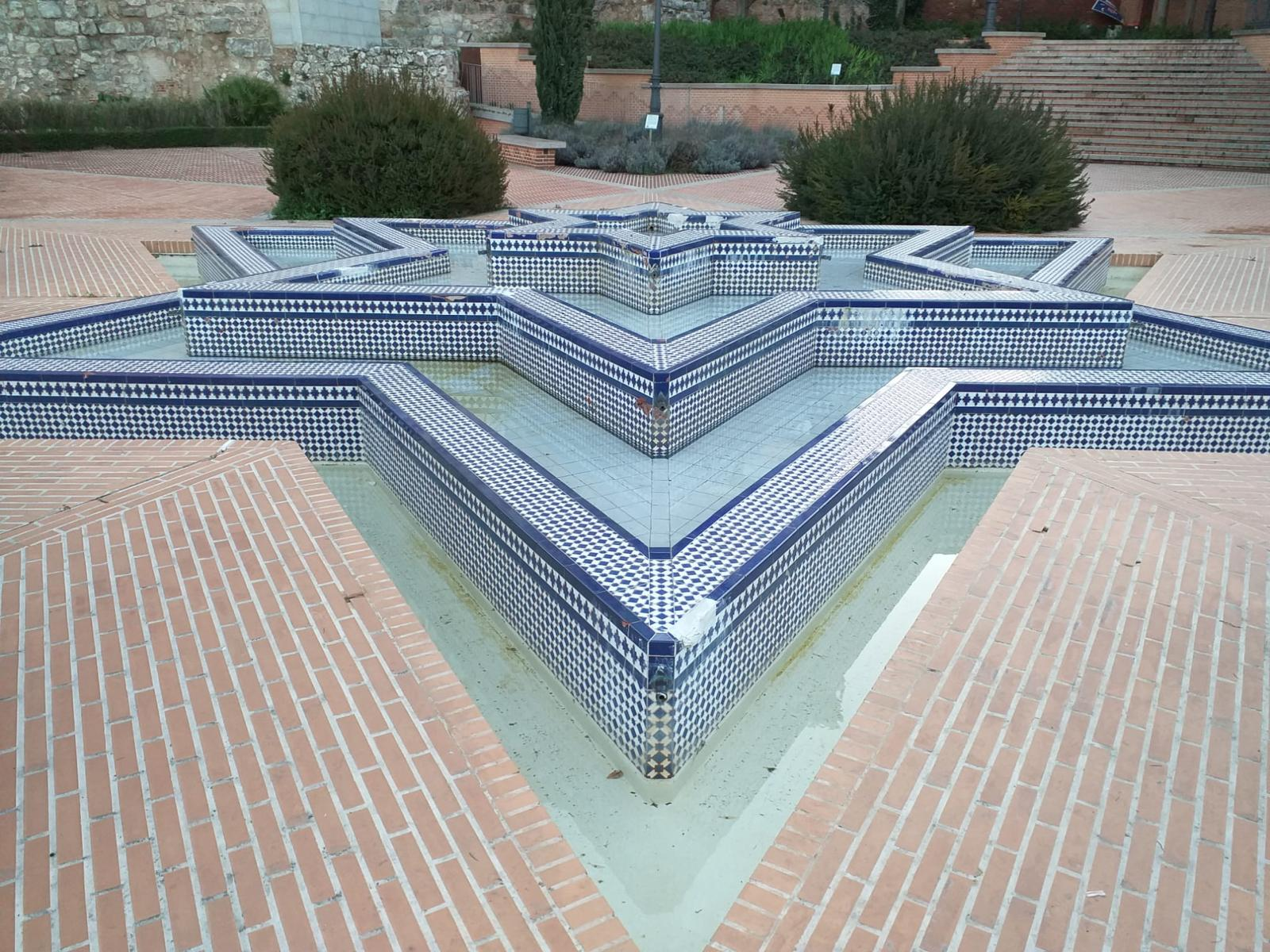
Fuente en estralla

El parque de Mohamed I (o del Emir Mohamed I) es un recinto monumental de Madrid, situado en el barrio de Palacio del distrito Centro, y urbanizado como espacio público con un sobrio ajardinado de estilo andalusí. Está dedicado a Muhammad I de Córdoba, considerado el fundador de la ciudad («Mayrit») como enclave militar entre 860 y 880. Inaugurado en 2010, el conjunto acompaña parte del trazado de la cuesta de la Vega, a un costado de la catedral de la Almudena.
Como epicentro del recinto, destaca el diseño de la fuente con forma de estrella de seis puntas. Un parterre corre a lo largo de la muralla y además de los cipreses pueden destacarse un almez y una higuera como árboles más antiguos. Parcialmente accesible para personas con movilidad reducida, el parque es accesible en la mayor parte de recorridos y partes principales.
Los restos de la muralla islámica que delimitan parte del parque pertenecen al primer recinto amurallado de Madrid, declarado Conjunto Histórico en 1954. Se conserva un lienzo de «más de 120 metros de longitud, con una altura máxima de 11,50 metros y un espesor de 2,60 metros en el que destacan varios torreones de planta cuadrangular». Su construcción se ha datado en el siglo ix durante el dominio andalusí de la región.